# عمانوئيل رسام
عمانوئيل رسام (1 تموز/يوليو 1940 - 26 أيلول/سبتمبر 2016) ممثل ومخرج تلفزيوني عراقي، من مواليد محلة الجامع الكبير، مدينة الموصل، محافظة نينوى.

## حياته
التحق بمعهد الفنون الجميلة عام 1957م. عند تخرجه في 1961، صدر قرار بتعيينه معلماً في مدينة الموصل، لكنه رفض الوظيفة رغبتةً منه في العمل في مجال الفن. بعدها التحقَ بأكاديمية الفنون الجميلة و تخرج منها عام 1964، وفور تخرجه تم استدعائه للخدمة العسكرية الإلزامية كضابط احتياط برتبة ملازم ثاني، وقضى خدمته العسكرية في اذاعة القوات المسلحة (التوجيه المعنوي)، وتسرح من الخدمة عام 1966.

## أعماله

### مسلسلات
- مسلسل تحت موس الحلاق 1961، تمثيل حمودي الحارثي، راسم الجميلي، سهام السبتي،سليم البصري، خليل الرفاعي.[2]
- مسلسل حكايات الأيام العصيبة، بطولة: خليل شوقي، طعمة التميمي، فوزية عارف، جواد الشكرجي، مقداد عبد الرضا، حسن هادي.
- مسلسل فتاة في العشرين 1979، تأليف: صباح عطوان[3]، تمثيل سامي عبد الحميد، سهام السبتي، عواطف السلمان، سمير القاضي، عبد الواحد طه، سعدية الزيدي، مساعد مخرج: غزوة الخالدي.
- مسلسل النسر وعيون المدينة.
- مسلسل الذئب و عيون المدينة.
- مسلسل حرب البسوس.[4]

### تمثيليات
- تمثيلية البوم الذكريات، قام ببطولتها وكان مايزال طالباً في المعهد، وهي تدور حول حياته الشخصية.
- تمثيلية ليطة، بطولة يوسف العاني.
- تمثيلية لو، والتي لم تعرض لأسباب سياسية.[4]

## المناصب التي شغلها
- رئيس قسم الدراما في التلفزيون 1979.

## الوفاة
توفي في يوم 26 أيلول 2016 بعد اصابته بعارض صحي.
```
On the first annual anniversay of Mr Amanuel Rassam departure, the Association of Iraqi Artists in Canada & Michigan introduced an annual award named "Amanuel Rassam Award". This award is to be to given to an artist of Iraqi origin. One award in Canada and one in Michigan. The first receipients were Mr E Bahjet in Canada and Mr A Al-Senaidi in Michigan.
```

## وصلات خارجية
- صباح عطوان
- حجي راضي

مواضيع ذات صلة
- التلفزيون العراقي
- السينما العراقية
- المسرح الوطني العراقي

## روابط خارجية
- عمانوئيل رسام على موقع IMDb (الإنجليزية)
- عمانوئيل رسام على موقع قاعدة بيانات الأفلام العربية